# Nevra Necipoğlu
Nevra Necipoğlu es una historiadora turca del Imperio bizantino y profesora de historia en la Universidad del Bósforo.

## Primeros años y educación
Estudió y se graduó en el Robert College. Posteriormente, se graduó en el Wellesley College con una doble especialización en Historia y Economía en 1982. Obtuvo su doctorado en Historia Bizantina en la Universidad de Harvard en 1990. Es hermana de Gülru Necipoğlu, profesora Aga Khan de Arte Islámico y directora del Programa Aga Khan de Arquitectura Islámica en la Universidad de Harvard.

## Carrera
Ha enseñado en la Universidad Boğaziçi desde 1990 y es la directora fundadora de su Centro de Investigación de Estudios bizantinos, que se estableció en 2015. Ha impartido cursos sobre historia y civilización clásicas, historia y civilización islámicas, Constantinopla bizantina, las cruzadas, historia turca preotomana , así como Historia e Historiografía bizantinas.
Ha publicado Byzantium between the Ottomans and the Latins: Politics and Society in the Late Empire (2009) y editado Byzantine Constantinople: Monuments, Topography and Everyday Life, (with Ayla Ödekan and Engin Akyürek) The Byzantine Court: Source of Power and Culture y Trade in the Byzantine World con (con Paul Magdalino).
Sus intereses de investigación incluyen la historia social y económica del Bizancio tardío; las relaciones bizantino-otomanas; la topografía social de la Constantinopla bizantina tardía; y la historia de la Anatolia medieval.

## Idiomas
La lengua materna de Necipoğlu es el turco y domina el inglés. También puede investigar en francés, alemán, griego antiguo y bizantino, latín, turco otomano e italiano. Además, posee conocimientos paleográficos en griego bizantino, turco otomano, latín medieval e italiano.